# 川野耕司
川野 耕司（かわの こうじ、1932年7月27日 - ）は、日本の俳優、声優。本名・旧芸名は川野 孝司。群馬県出身。

## 略歴
身長173cm→172cm。体重63kg→69kg。
日本大学芸術学部卒業。
1952年、劇団ぶどうの会入会。劇団白鳥座設立、劇団造形を経て、エヌ・エー・シー、東企画に所属していた。
1970年代後半より高崎 良三に改名。
趣味はスキー、水泳。

## 出演作品

### テレビドラマ
- NECサンデー劇場 / アンザイレン（1961年、NET）
- 少年ケニヤ 第3部 第27 - 32話（1961年、NET / 東映） - ヒカ
- 特別機動捜査隊（NET / 東映）
  - 第137話「ハンドル」（1964年）
  - 第428話「古都」（1970年）
  - 第433話「全員救出せよ」（1970年） - 高杉
  - 第630話「声なき女 ある娼婦の詩」（1973年） - 岡野
- 忍者部隊月光 第86、87話「ダイヤモンド作戦 - 前・後篇-」（1965年、CX / 国際放映） - 黒崎
- 名探偵明智小五郎シリーズ 怪人四十面相 第1話「黄金仮面」（1966年、NTV / 宣弘社）
- 渥美清の泣いてたまるか 第13話「さよなら敬礼!」（1966年、TBS / 国際放映）
- 東京警備指令 ザ・ガードマン 第88話「赤い標的」（1966年、TBS / 大映テレビ室）
- コメットさん 第7話「ワンちゃんバンザイ!」（1967年、TBS / 国際放映） - 獣医
- とぼけた奴ら 第19話「赤い蝶が悪魔を呼ぶ」（1968年、NET / 東映）
- ライオン奥様劇場（CX）
  - 女の盛装（1968年） - 中里裁判長
  - 男の償い（1972年）
- 魔神バンダー（1969年、CX） - 革命派の男
- 五人の野武士 第22話「陰謀」（1969年、NTV / 東宝）
- 日本任侠伝 第1シリーズ 第2話「笹川繁蔵」（1969年、NET / 東映）
- ブラックチェンバー 第12話「珈琲の国から来た男」（1969年、CX / 東映）
- 五番目の刑事 第11話「白バラは白夜に散った」（1969年、NET / 東映） - 記者
- 女殺し屋 花笠お竜 第13話「どけちな奴ほどなが生きする」（1969年、12ch / 国際放映）
- 鬼平犯科帳 第29話「麻布ねずみ坂」（1970年、NET / 東宝） - 新兵衛
- 柔道一直線 第76話「必殺技・天地渦巻 -闘う心とはなにか-」 - 第78話「破れ! 大噴火投げ -敵を知るとはなにか-」（1970年、TBS / 東映）
- 大忠臣蔵（1971年、NET） - 玉虫
- プレイガール 第99話「命知らず裸の妖精」（1971年、12ch / 東映）
- 旗本退屈男 第23話「矢車数え唄」（1971年、CX / 東宝） - 五代孝之進
- 鬼平犯科帳 第2シリーズ 第3話「兇賊」（1971年、NET / 東宝） - 百助
- ウルトラシリーズ（TBS / 円谷プロ）
  - 帰ってきたウルトラマン 第13話「津波怪獣の恐怖 東京大ピンチ!」（1971年） - 木島（保険調査員）[4]
  - ウルトラマンA 第43話「冬の怪奇シリーズ 怪談 雪男の叫び!」（1973年） - 塩沢の村人
  - ウルトラマンタロウ 第21話「東京ニュータウン沈没」（1973年） - 東京タワー地区の住民
- 大江戸捜査網（12ch→TX）
  - 第1シリーズ 第40話「友情への挑戦」（1971年）
  - 第2シリーズ 第2話「花吹雪いのち子守唄!」（1972年）
  - 第3シリーズ
    - 第21話「仇討ち無情」（1974年）
    - 第448話「お白州無用! 孤独の暗殺者」（1982年）
    - 第466話「おんなの肌は二度燃える」（1982年）
- 宇宙猿人ゴリ対スペクトルマン 第32話「よみがえる三つ首竜!!」、第33話「SOS!! 海底油田」（1971年、CX / ピープロ） - 村瀬所長
- 人形佐七捕物帳 第22話「音羽の猫」（1971年、NET / 東宝） - 荻原孫太夫
- 天皇の世紀 第6話「異国」（1971年、ABC / 国際放映） - 火夫小頭
- 刑事くん 第1部 第9話「小さな追跡者」（1971年、TBS / 東映）
- おらんだ左近事件帖 第11話「帰って来た男」（1971年、CX / 東宝） - 島村修理之丞
- 弥次喜多隠密道中 第15話「喜多八の子守唄」（1972年、NTV / 歌舞伎座テレビ室）
- ミラーマン（1972年、CX / 円谷プロ）
  - 第12話「出たっ! シルバークロス」 - 刑事 ※ノンクレジット
  - 第34話「S.G.M対ミラーマンの決斗」 - 警官
- 荒野の素浪人 第1シリーズ 第11話「決闘 傷だらけの必殺剣」（1972年、NET / 三船プロダクション）
- 一心太助 第24話「あべこべ物語」（1972年、CX / 国際放映） - 太田宗十郎
- 緊急指令10-4・10-10（1972年、NET / 円谷プロ） - 刑事
  - 第10話「死を呼ぶバイオリン」
  - 第25話「死を運ぶ鳩」
- ワイルド7 第8話「復活したマルコム」（1972年、NTV / 国際放映） - 浦上
- 火曜日の女シリーズ / 男と女と 第2話（1973年、NTV）
- 非情のライセンス 第1シリーズ 第3話「兇悪な夜の匂い」（1973年、NET / 東映）
- 流星人間ゾーン 第5話「キングギドラをむかえ撃て!」（1973年、NTV / 東宝） - 侵略防衛軍司令官
- ロボット刑事 第14話「光る眼の恐怖!!」（1973年、CX / 東映） - 大木ススムの父
- 太陽にほえろ!（NTV / 東宝）
  - 第57話「蒸発」（1973年）
  - 第81話「おやじバンザイ!」（1973年）
  - 第357話「犯罪スケジュール」（1979年）
- イナズマン 第2話「危うし少年同盟! 呪いの水!!」（1973年、NET / 東映） - ミドリの父
- 水滸伝 第12話「二竜山の対決」（1973年、NTV / 国際放映） - 鄭
- 無宿侍 第10話「蒼い人魂火」（1973年、CX / 国際放映）
- 旗本退屈男 第11話「十字の謎」（1973年、NET / 東映）
- 伝七捕物帳（1974年、NTV / ユニオン映画）
  - 第23話「若君暗殺」
  - 第31話「島から来た花嫁」
- イナズマンF 第5話「DES（デス）ミサイル大空中戦!!」（1974年、NET / 東映） - 死の商人
- 幡随院長兵衛お待ちなせえ（1974年、MBS / 東宝）
  - 第9話「めぐり逢いの日」
  - 第21話「命果つる日」
  - 第25話「非業の死」
  - 第26話「男伊達一代」
- 若い!先生 第19話「二人だけの秘密」（1974年、TBS / 国際放映） - 荘司の父
- 破れ傘刀舟悪人狩り（1975年、NET / 三船プロダクション）
  - 第23話「母恋い童唄」 - 伝馬屋万蔵
  - 第50話「恐怖の脱獄者」 - 与平
- ライオン奥様劇場（CX）
  - 小さくとも命の花は（1977年）
  - 分校日記 この山河に愛ありて（1978年）
- 達磨大助事件帳 第9話「夜明けの父娘」（1977年、ANB / 国際放映）
- UFO大戦争 戦え! レッドタイガー 第15話「解けた遊園地の謎」（1978年、12ch / 創英舎）
- バトルフィーバーJ 第36話「爆破された結婚式」（1979年、ANB / 東映） - 支配人
- ミラクルガール 第1話「プロ野球のエースを救え 殺人鬼の標的（ターゲット）」（1980年、12ch / 東映）
- 特命刑事 第3話「スキャンダル・レディー」（1980年、NTV / 東映）
- 仮面ライダー (スカイライダー) 第52話「洋の父が生きていた! 改造人間FX777（スリーセブン）とは?」（1980年、MBS / 東映） - 隊長蛇塚（FX797）[5]
- 西部警察（ANB / 石原プロモーション）
  - 西部警察 (PART1)
    - 第69話「マシンX爆破命令」（1981年）
    - 第73話「連続射殺魔」（1981年）
    - 第105話「謎のルート・マカオ」（1981年）
    - 第115話「ミクロの標的」（1982年）

  - 西部警察 PART-II 第2話「大都会に舞う男」（1982年）
- 男!あばれはっちゃく 第46話「滑れ! 白い風マルヒ作戦」（1981年、ANB / 国際放映）
- 闇を斬れ 第14話「妻恋い逃亡・男でない男」（1981年、KTV / 松竹）
- 走れ!熱血刑事 第18話「はめられた恐怖」（1981年、ANB / 勝プロダクション）
- ザ・ハングマン 第19話「恐怖で走るダイナマイト女」（1981年、ABC / 松竹芸能）
- 同心暁蘭之介 第11話「旗本斬り」（1982年、CX）
- 東芝日曜劇場 / わが定年（1982年、TBS）
- 新五捕物帳 第187話「あばかれた真実」（1982年、NTV / ユニオン映画） - 吉蔵
- 大河ドラマ / 峠の群像（1982年、NHK） - 本多豊前守、大名
  - 第32話「あの中に、吉良が」
  - 第42話「吉良の抜け穴」
  - 第44話「第一次討ち入り計画」
  - 第48話「上野介最期」
  - 第49話「大石勝った」
- 積木くずし 〜親と子の200日戦争〜 第7話（1983年、TBS / 東宝） - 家裁調査員
- あいつと俺 第5話「青春の脅迫者 -釧路-」（1984年、12ch / 勝プロダクション）

### テレビアニメ
- 科学忍者隊ガッチャマン（1974年、CX / タツノコプロ） - コマンド部隊々長、隊員、署長

### 映画
- 高校生無頼控（1972年、東宝）